# Carlos Blaaker
Carlos Henny Blaaker (Paramaribo, 1961) is een Surinaams beeldend kunstenaar, die lang woonachtig was op Curaçao voordat hij zich in Nederland vestigde.

## Biografie
Carlos Blaaker studeerde aan de Akademie voor Hogere Kunst en Cultuur in Paramaribo en vervolgens aan de Art Students League of New York.
Vanaf 1987 ging hij lesgeven aan het Nola Hatterman Instituut in Suriname. In 1990 verhuisde hij naar Rotterdam, waar hij tot 2009 jaarlijks exposeerde. Sinds 2009 woont hij op Curaçao, waar hij zich toelegt op schilderen en het maken van beelden in brons, kunsthars en hout.
Blaaker staat in de traditie van het negentiende-eeuwse sociaal realisme in de schilder- en beeldhouwkunst. Zijn modellen zijn veelal mensen uit de onderste laag van de bevolking van Otrobanda. Zijn werk is maatschappelijk betrokken en maatschappijkritisch.

## Werken (selectie)

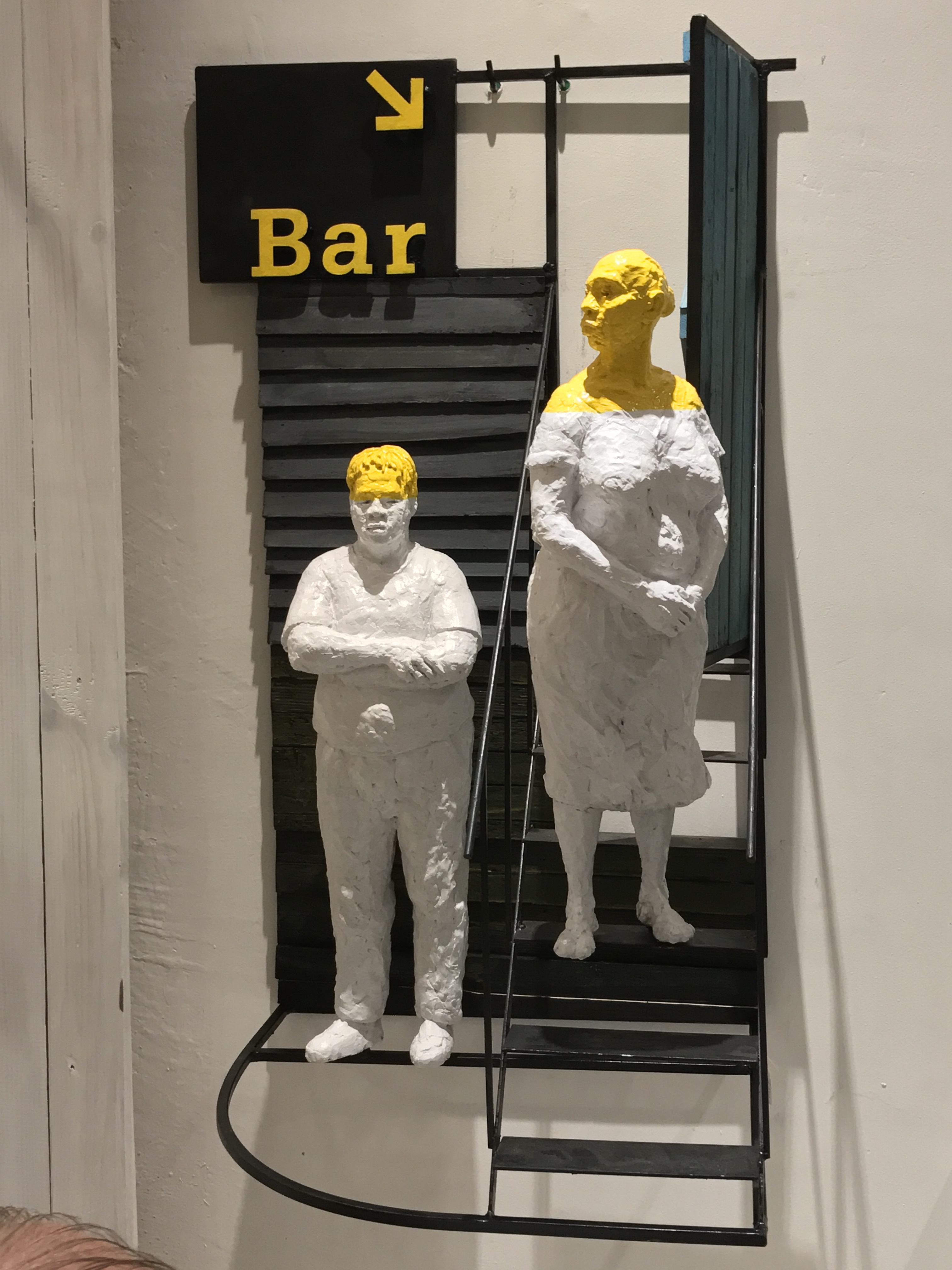
De Bar; deel van een serie. Metaal, hout, kunsthars en verf, 2017
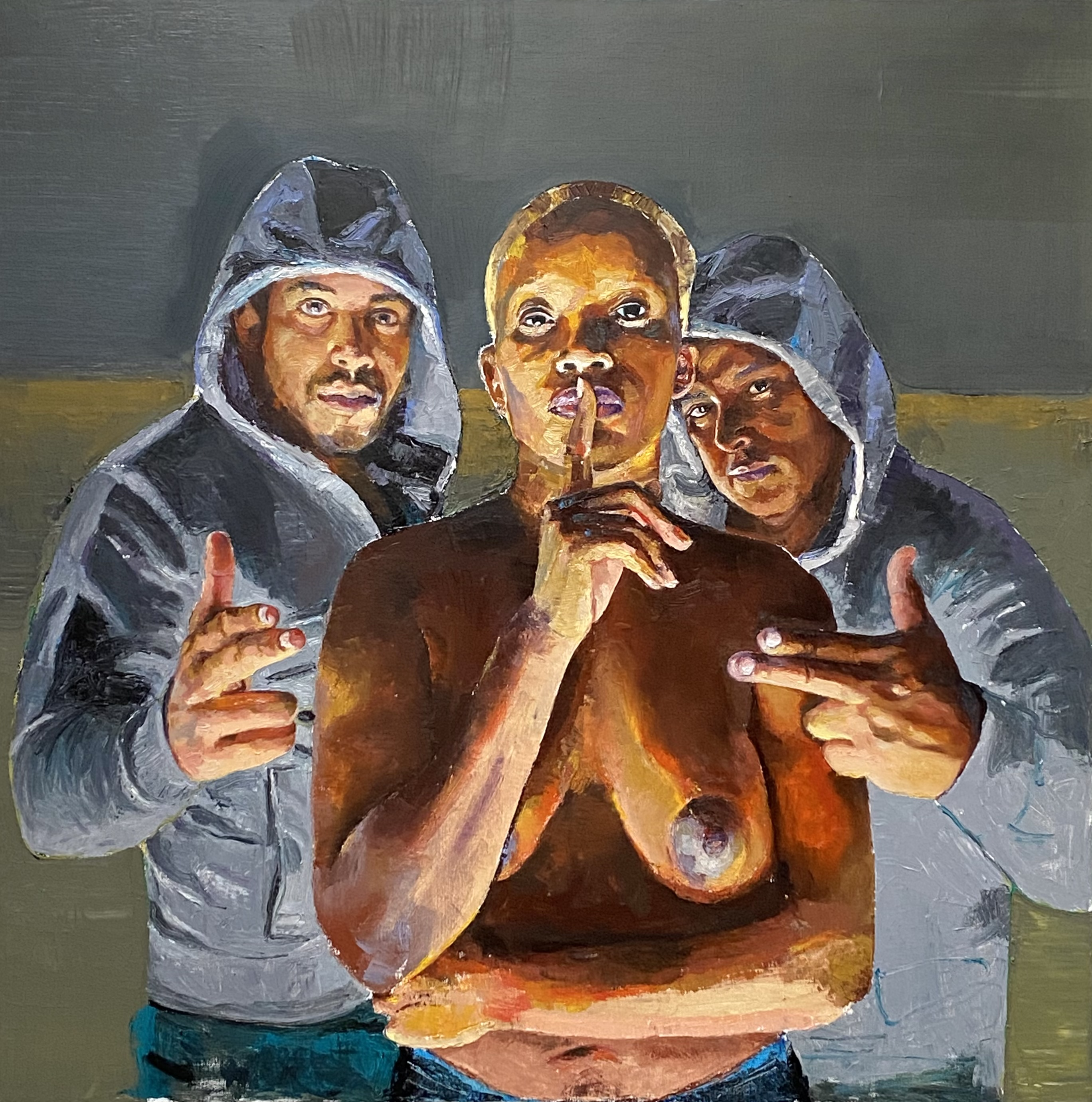
Vrouw met beschermengelen (140 x 140 cm). Olieverf op doek, 2020
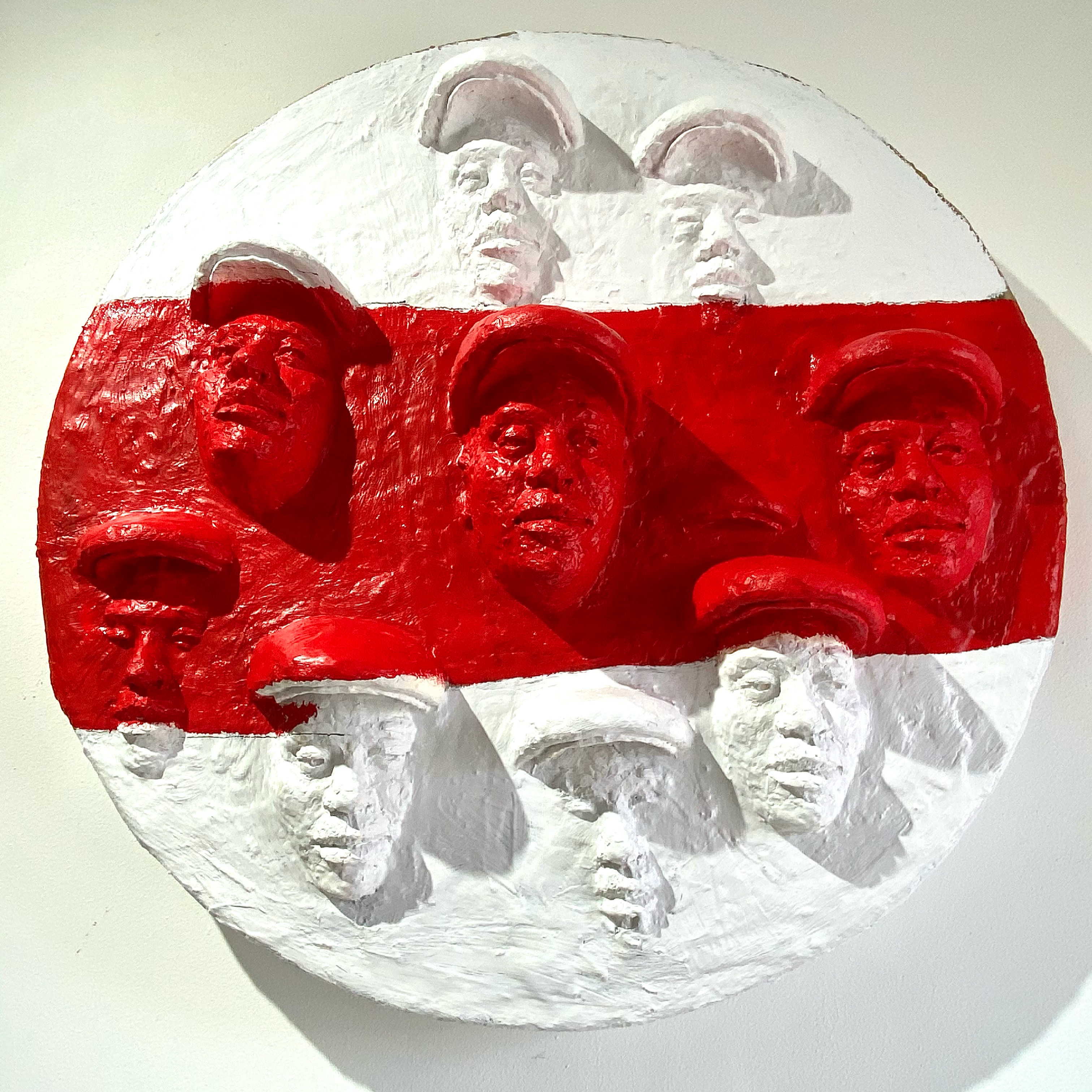
Object (110 cm); deel van serie Portraits. Kunsthars, fiberglass, metaal en verf, 2021
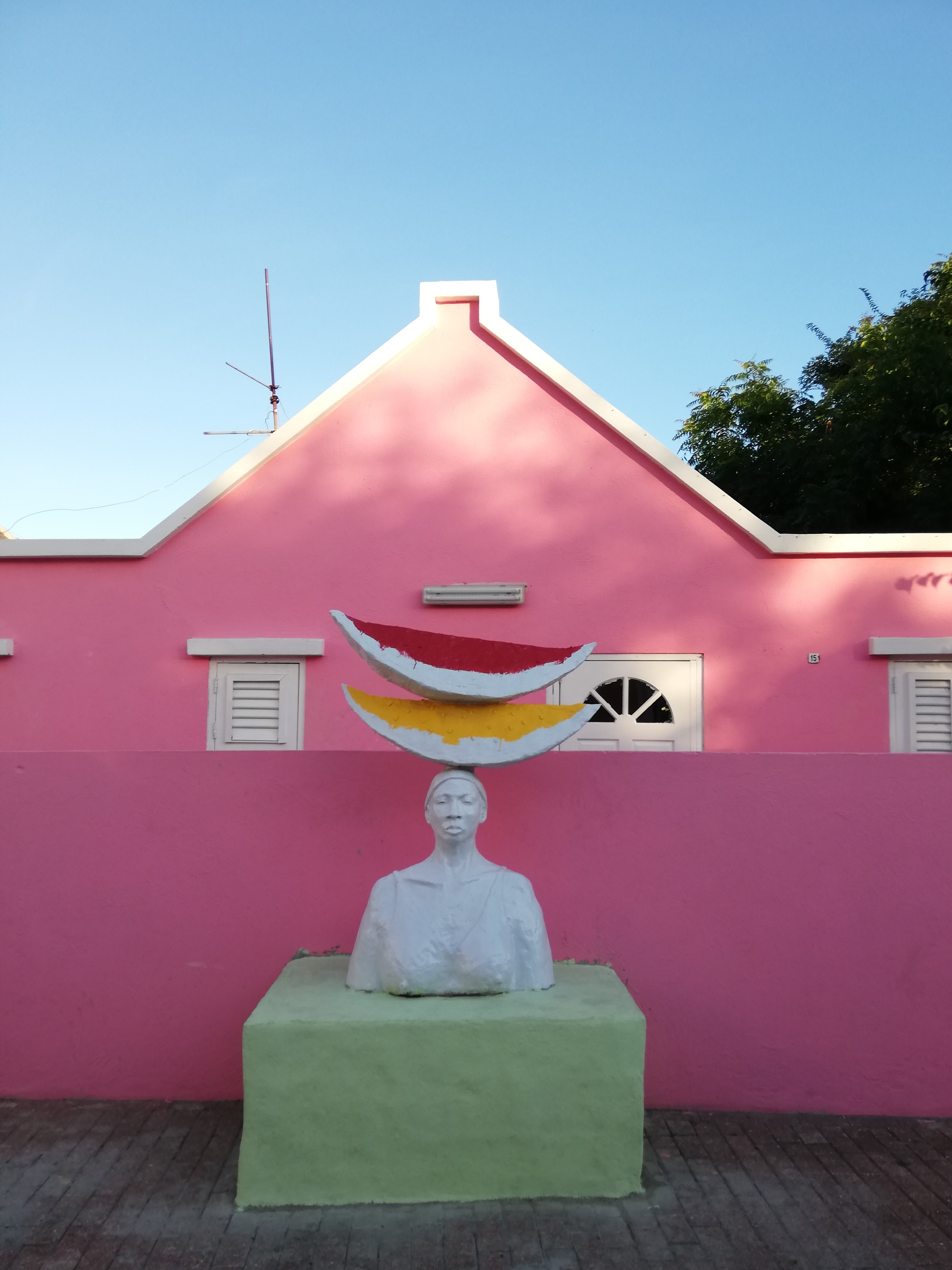
Balanceando con mis cosas